# خداوندا! می‌خواهم برایت شرح دهم

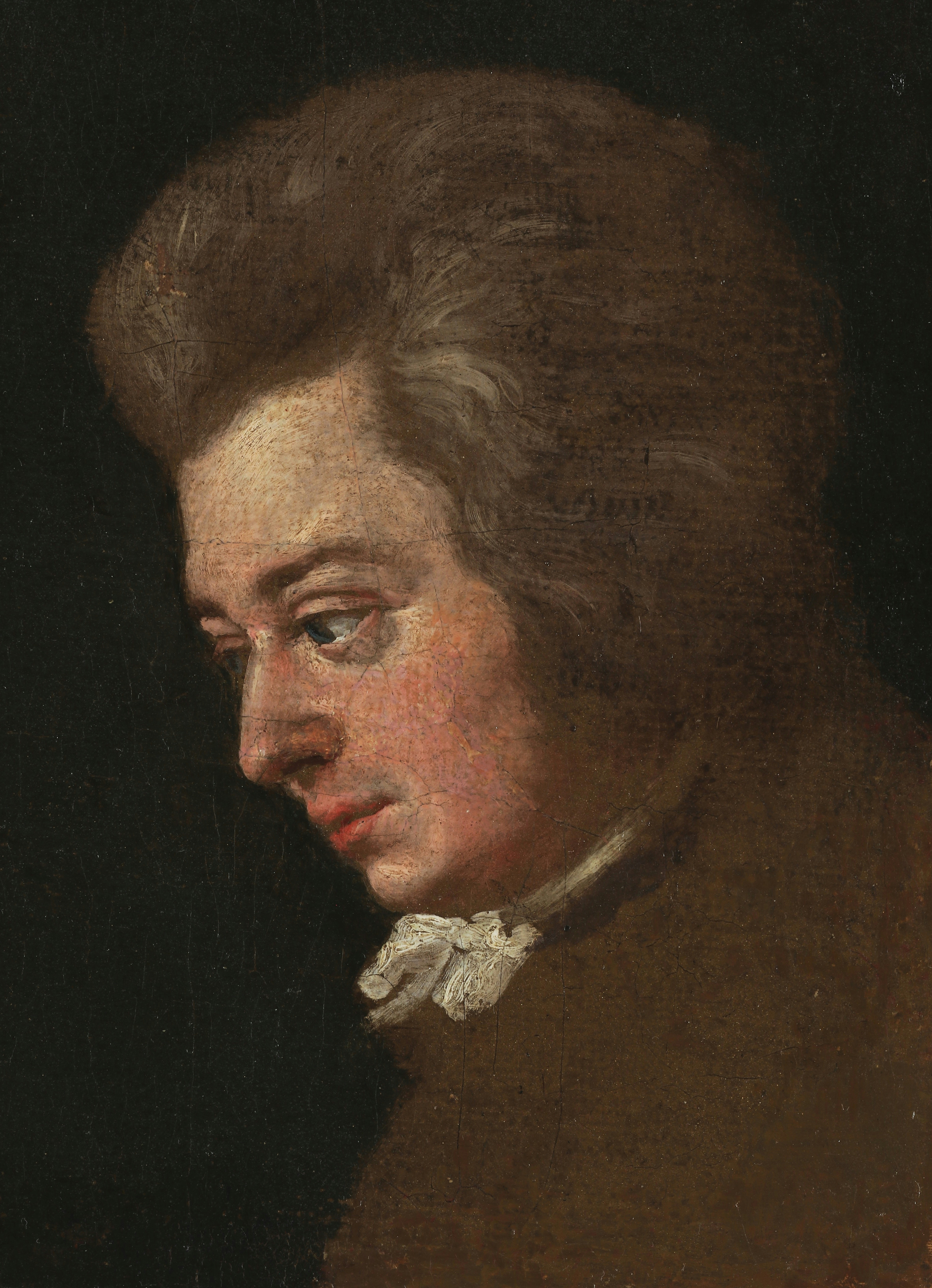
تصویر بالا توسط مورخان به عنوان دقیق‌ترین تصویر باقی‌مانده از موتسارت در نظر گرفته می‌شود که در سن ۲۶ سالگی این آهنگساز نقاشی شده است. این بخشی از یک پرتره ناتمام از جوزف لانگه در سال ۱۷۸۲ است. بافت لکه‌دار گونه‌های آهنگساز، که در نقاشی اصلی که در موزه موتسارت در سالزبورگ به نمایش گذاشته شده است، قابل مشاهده است.

خداوندا! می‌خواهم برایت شرح دهم (ایتالیایی: Vorrei spiegarvi, oh Dio!) یک آریای سوپرانو اثر ولفگانگ آمادئوس موتسارت است.
این آریا نخستین بار در ۳۰ ژوئن ۱۷۸۳ میلادی در بورگ‌تئاتر وین اجرا شد. موسیقی آن برای ابوا، فاگوت، کر و خانوادهٔ ویولن نوشته شده‌است و حدود ۱۵۱ میزان طول دارد و حدود ۷ دقیقه برای اجرا زمان می‌برد. کلید این قطعه در لا ماژور است و آریای آن سه بخش دارد. گستره صوتی آریا نیز ۲ اکتاو به‌علاوهٔ یک چهارم درست (حدود ۲۹۰۰ سنت) است، یعنی از E6 تا B3.